# Bariery architektoniczne

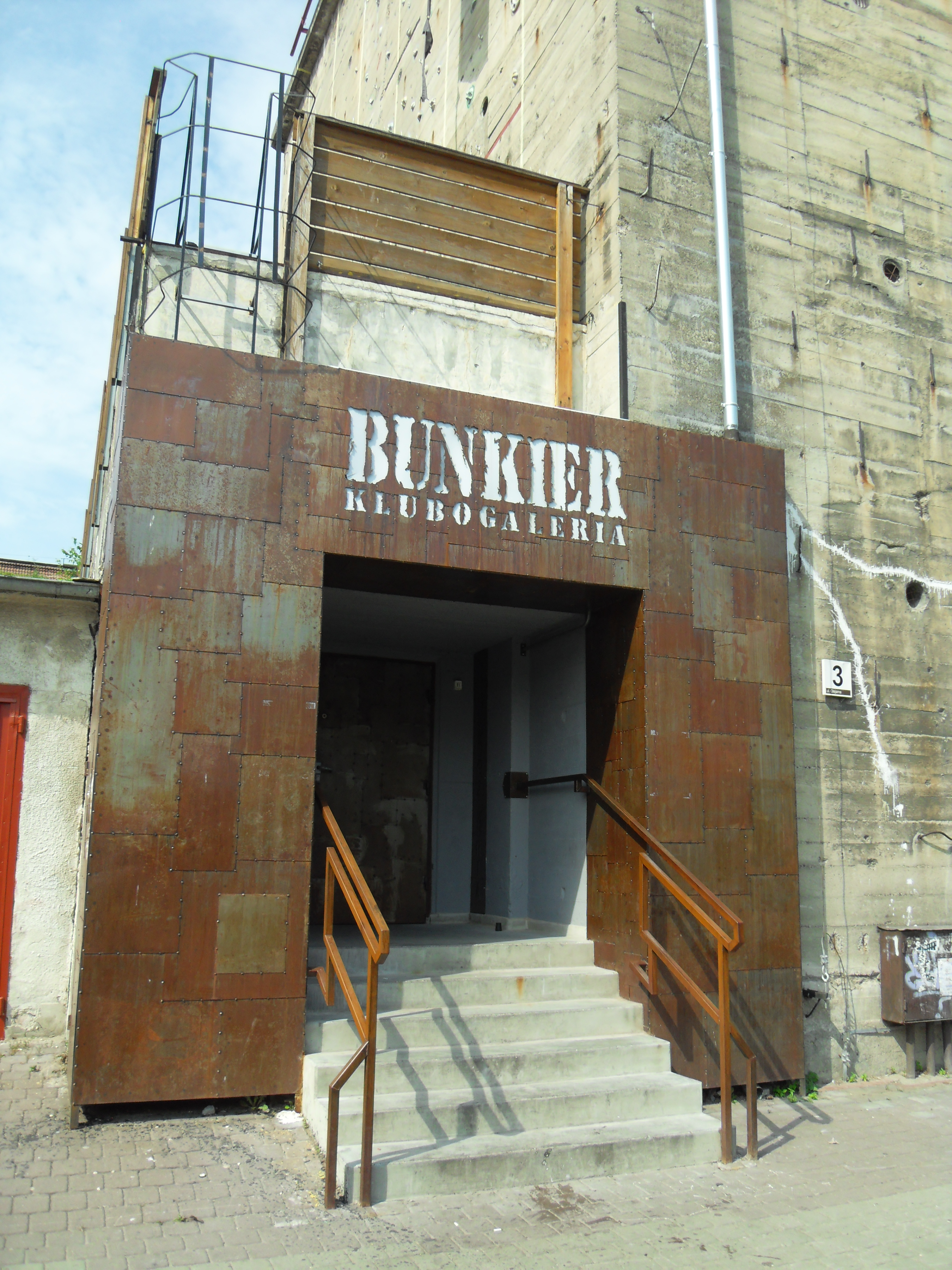
Schody będące barierą architektoniczną

Bariery architektoniczne – fizyczne przeszkody ograniczające dostęp osób niepełnosprawnych do możliwości korzystania z miejsc, obiektów budowlanych, budynków i lokali, dróg, chodników i dojść, mebli i sprzętów dostępnych dla osób sprawnych.
Przykładami barier architektonicznych mogą być schody prowadzące do windy w budynkach uniwersyteckich ograniczające dostęp do wykształcenia, krawężnik uniemożliwiający przejście przez ulicę, lub okrągłe klamki do drzwi uniemożliwiające wejście do urzędu.